# Chullchucani
Chullchucani es una localidad de Bolivia, ubicada en la región de los Valles. Administrativamente se encuentra en el Distrito 14 del municipio de Potosí, en la provincia de Frías del departamento de Potosí.
La localidad se encuentra a una altitud de 3.680 m s. n. m., a unos 25 kilómetros al noroeste de la ciudad de Potosí.

## Historia
El 31 de enero de 1994, durante el gobierno de Gonzalo Sánchez de Lozada, fue creado por ley el cantón de Chullchucani, al cual pertenecía la localidad homónima, hasta la disolución de los cantones como entidades administrativas.

## Cultura

### Vestimenta
La ropa tradicional de los hombres del pueblo de Chullchucani es llamado “ch’utas”, que consiste de su pantalón y su saco, hechos de la lana de oveja y de llama, elaborada por los hombres. También se utiliza el poncho, el sombrero de 3 lados, las abarcas y la ch’uspa para llevar la hoja de coca. Las mujeres se visten con aimilla, que es una prenda entera entre blusa y pollera, el ajsu, que es un tejido que se coloca a un costado, y en la parte inferior lleva diseños. Se complementa con 2 rebozos, el aguayo tejido a mano por las señoras, el sombrero de tres lados, las abarcas y las inkhuñas para llevar la coca.

## Turismo
En la comunidad de Chullchucani existen zonas turísticas y sitios sagrados naturales, donde se encuentran restos arqueológicos en piedras, pinturas rupestres y esculturas antiguas. El pueblo también es conocido por su templo antiguo, que data del siglo XVII.